# La Mauvaise Réputation (album)
Pour les articles homonymes, voir La Mauvaise Réputation (homonymie).
Albums de Georges Brassens
Le Vent
(1954)
La Mauvaise Réputation est le premier 33 tours 25 cm du chanteur Georges Brassens. Sorti en novembre 1952 sous le titre Georges Brassens chante les chansons poétiques (...et souvent gaillardes) de... Georges Brassens, avec la mention « 1ère série » (sous-entendant qu'un deuxième opus du chanteur, au moins, était en projet), il regroupe des chansons enregistrées en 1952 et déjà parues en 78 tours ou 45 tours. Il a par la suite souvent été identifié par le titre de sa première chanson.

## Enregistrement
Les chansons ont été enregistrées :
- le 19 mars 1952 (A1 et B1)
- le 14 mai 1952 (A2, A3, A4 et B4)
- le 21 octobre 1952 (B2 et B3)

## Édition originale du 33 tours
Novembre 1953 : Georges Brassens chante les chansons poétiques (…et souvent gaillardes) de… Georges Brassens, disque  microsillon 33 tours/25cm, Polydor, 1re série (LP 530.011). 
Pochette : photo réalisée par le studio Harcourt, illustration réalisée par Philippe Barthil.
Texte de présentation : Jean-Jacques Gautier.
Enregistrement monophonique.

### Interprètes
- Georges Brassens : chant, guitare
- Pierre Nicolas : contrebasse

### Chansons
Toutes les chansons sont écrites et composées par Georges Brassens, sauf mention contraire. 
Face 1
| No | Titre                  | Paroles                                                         | Durée      |
| -- | ---------------------- | --------------------------------------------------------------- | ---------- |
| 1. | La Mauvaise Réputation |                                                                 | 2 min 16 s |
| 2. | Le Parapluie           |                                                                 | 2 min 31 s |
| 3. | Le Petit Cheval        | Adaptation de la Complainte du petit cheval blanc de Paul Fort. | 2 min 18 s |
| 4. | Le Fossoyeur           |                                                                 | 2 min 04 s |

Face 2
| No | Titre                   | Musique        | Durée      |
| -- | ----------------------- | -------------- | ---------- |
| 1. | Le Gorille              | Eugène Metehen | 3 min 16 s |
| 2. | Corne d'Aurochs         |                | 2 min 49 s |
| 3. | La Chasse aux papillons |                | 2 min 02 s |
| 4. | Hécatombe               |                | 1 min 55 s |